# Выборы в Народное собрание Республики Ингушетия (2021)
Выборы в Народное собрание Республики Ингушетия седьмого созыва прошли в Ингушетии 17—19 сентября одновременно с выборами в Государственную думу РФ, завершившись в единый день голосования 19 сентября 2021 года.
Выборы проходили согласно пропорциональной избирательной системе: избиралось 32 депутата по партийным спискам с установленным для них 5-процентным барьером. Срок полномочий депутатов — 5 лет.
Число избирателей, внесённых в список избирателей на момент окончания голосования — 234 122. Явка составила 83,31 %.

## Ключевые даты
- 15 июня 2021 года депутаты Народного собрания Республики Ингушетия назначили выборы на 19 сентября 2021 года (единый день голосования)[3].
- 17 июня Избирательная комиссия Республики Ингушетия утвердила календарный план мероприятий по подготовке и проведению выборов[4].
- По 17 июля — период выдвижения списка кандидатов политической партией (ее региональным отделением)[5].
- С 5 июля по 4 августа — период передачи в соответствующую избирательную комиссию документов для регистрации списков кандидатов[5].
- До 17 сентября — агитационный период для политической партии (ее регионального отделения) и кандидатов[5].
- С 21 августа до 17 сентября — период предвыборной агитации в СМИ[5].
- С 14 по 19 сентября — период запрета на опубликование результатов опросов общественного мнения, прогнозов результатов выборов, иных исследований, связанных с выборами, в СМИ[5].
- С 17 по 19 сентября — дни голосования[5].

## Участники

### Выборы по партийным спискам[6]
| Номер в бюллетене | Партия | Партия                       | Первые 3 кандидата в списке                             | Кандидатов в списке | Статус списка                                                         |
| ----------------- | ------ | ---------------------------- | ------------------------------------------------------- | ------------------- | --------------------------------------------------------------------- |
| 1                 |        | КПРФ                         | Хамзат Кодзоев • Умар Муталиев • Харон Богатырев        | 36                  | зарегистрирован                                                       |
| 2                 |        | Единая Россия                | Исса Костоев • Белан Хамчиев • Михаил Илезов            | 59                  | зарегистрирован                                                       |
| 3                 |        | Справедливая Россия          | Сергей Миронов • Магомед Дзейтов • Алихан Арапханов     | 33                  | зарегистрирован                                                       |
| 4                 |        | ЛДПР                         | Ислам Гадиев • Мовлот-Гирей Долгиев • Зелимхан Хаштыров | 37                  | зарегистрирован                                                       |
| —                 |        | Коммунисты России            | Ахмет Тутаев • Имран Чахкиев • Ибрагим Майсигов         | 56                  | отказано в регистрации (выявлено более 5 % недействительных подписей) |
| —                 |        | Российский общенародный союз | Накир Добриев • Башир Хидриев • Адам Халухаев           | 33                  | отказано в регистрации (выявлено более 5 % недействительных подписей) |
| —                 |        | Партия дела                  | Идрис Абадиев • Ахмет Келигов • Руслан Хамхоев          | 42                  | отказано в регистрации (выявлено более 5 % недействительных подписей) |

## Результаты
Распределение мандатов по пропорциональной системе проводилось методом Хэра.
| Место                      | Место                      | Партия                     | по партийным спискам | по партийным спискам | по партийным спискам | по партийным спискам | по партийным спискам | по партийным спискам | по партийным спискам |
| Место                      | Место                      | Партия                     | Голоса               | %                    | +/- %                | Мест                 | +/-                  | %                    | +/- %                |
| -------------------------- | -------------------------- | -------------------------- | -------------------- | -------------------- | -------------------- | -------------------- | -------------------- | -------------------- | -------------------- |
|                            | 1.                         | «Единая Россия»            | 160 123              | 82,10 %              | ▲6,16 %              | 27                   | ▲1                   | 84,38 %              | ▲3,13 %              |
|                            | 2.                         | «Справедливая Россия»      | 15 411               | 7,90 %               | ▼0,06 %              | 3                    | ▬                    | 9,38 %               | ▬                    |
|                            | 3.                         | ЛДПР                       | 9850                 | 5,05 %               | ▲0,04 %              | 2                    | ▲1                   | 6,25 %               | ▲3,13 %              |
|                            |                            |                            |                      |                      |                      |                      |                      |                      |                      |
|                            | 4.                         | КПРФ                       | 8106                 | 4,16 %               | ▼0,97 %              | 0                    | ▼2                   | 0 %                  | ▼6,25 %              |
| Недействительные бюллетени | Недействительные бюллетени | Недействительные бюллетени | 1554                 | 0,80 %               | ▲0,51 %              |                      |                      |                      |                      |
| Всего                      | Всего                      | Всего                      | 195 044              | 100 %                | —                    | 32                   | ▬                    | 100 %                | —                    |